# James Stuart-Wortley (Politiker, 1805)

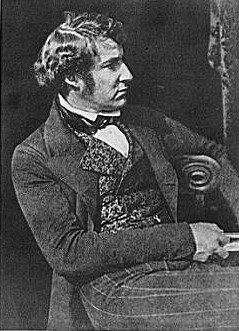
James Stuart-Wortley

Hon. James Archibald Stuart-Wortley (* 3. Juli 1805 in London; † 22. August 1881 in Grantham) war ein britischer Politiker und Jurist, der fünfmal als Abgeordneter für das House of Commons gewählt wurde.
James Stuart-Wortley entstammte einer alten Nebenlinie der Stuarts, die von dem schottischen König Robert II. abstammte. Er war der dritte und jüngste Sohn von James Stuart-Wortley, 1. Baron Wharncliffe, und dessen Frau Georgina, einer Tochter von Dudley Ryder, 1. Earl of Harrowby. Er machte 1826 seinen Abschluss als Bachelor im Christ Church College in Oxford und wurde kurz darauf Fellow von Merton College. 1831 erhielt er am Inner Temple die Zulassung als Barrister und wurde 1841 Queen’s Counsel. 1844 wurde er Anwalt der Bank of England und 1845 zweiter Kronanwalt der Königinwitwe Adelheid und Attorney General für das Duchy of Lancaster. 1846 wurde er Mitglied des Privy Councils und in den letzten Monaten der zweiten Amtszeit von Premierminister Peel oberster Militärstaatsanwalt. Von 1851 bis 1856 war er Recorder von London, 1857 wurde er als Nachfolger von Richard Bethell stellvertretender Kronanwalt unter Premierminister Palmerston.
Von 1835 bis 1837 war Stuart-Wortley Abgeordneter der Tories für Halifax im House of Commons. 1842 wurde er bei einer Nachwahl als Abgeordneter für Buteshire gewählt. Bei den Unterhauswahlen 1847, 1852 und 1857 wurde er wiedergewählt. Ab 1846 gehörte er den Peelites, einer Abspaltung der Tories, an. Nach einem Reitunfall und einer Rückenverletzung musste er 1858 alle Ämter und 1859 sein Abgeordnetenmandat niederlegen. Ohne Einkünfte und durch Fehlinvestitionen verarmt, musste er sein Londoner Stadthaus verkaufen und nach Mortlake ziehen.
Stuart-Wortley hatte 1846 Jane Lawley, die einzige Tochter von Paul Beilby Thompson, 1. Baron Wenlock und dessen Frau Caroline Neville geheiratet. Er hatte mit ihr folgende Kinder:
1. Mary Caroline Stuart-Wortley (1848–1941) ⚭ Ralph King-Milbanke, 2. Earl of Lovelace
2. Margaret Jane Stuart-Wortley (1854–1937) ⚭ Reginald Talbot
3. Archibald John Stuart-Wortley (1849–1905)
4. Charles Beilby Stuart-Wortley, 1. Baron Stuart of Wortley (1851–1926)
5. Caroline Susan Theodora Stuart-Wortley (1856–1940) ⚭ Norman de L’Aigle Grosvenor
6. Blanche Georgina Stuart-Wortley (1856–1931) ⚭ Frederick Firebrace
7. Katherine Sarah Stuart-Wortley (1860–1943) ⚭ Neville Lyttelton